# Panjer-Algorithmus
Die Panjer-Rekursion (oder auch Panjer-Algorithmus) ist ein Algorithmus um die Wahrscheinlichkeitsverteilung einer speziellen zusammengesetzten Zufallsvariable
{\displaystyle S:=\sum _{i=1}^{N}X_{i}:=\sum _{n=0}^{\infty }\chi _{\{\omega \in \Omega |N(\omega )=n\}}\sum _{i=1}^{n}X_{i}}
zu berechnen. Dabei sind {\displaystyle N} und {\displaystyle X_{i}} Zufallsvariablen, welche ein kollektives Modell bilden, und {\displaystyle \chi } bezeichnet die Indikatorfunktion.
Der Algorithmus wurde in einer Publikation von Harry Panjer erstmals veröffentlicht. Er wird im Versicherungswesen häufig benutzt.

## Vorbedingungen
Wir sind an der speziellen zusammengesetzten Zufallsvariable {\displaystyle \textstyle S=\sum _{i=1}^{N}X_{i}} interessiert, wobei {\displaystyle N} und {\displaystyle X_{i}} die folgenden Vorbedingungen erfüllen müssen:

### Schadenanzahlverteilung
{\displaystyle N} ist eine „Schadenanzahlverteilung“, d. h. {\displaystyle N\in \mathbb {N} _{0}}. {\displaystyle N} ist unabhängig von {\displaystyle X_{i}}.
Weiterhin muss {\displaystyle N} ein Element der Panjer-Klasse sein.
Die Panjer-Klasse besteht aus allen Zufallsvariablen mit Werten in {\displaystyle \mathbb {N} _{0}}, welche die folgende Relation erfüllen:
{\displaystyle p_{k}=\left(a+{\frac {b}{k}}\right)\cdot p_{k-1}} mit {\displaystyle ~~k\geq 1} und für {\displaystyle a} und {\displaystyle b} mit {\displaystyle a+b\geq 0}.
Der Wert {\displaystyle p_{0}} wird so bestimmt, dass {\displaystyle \textstyle \sum _{k=0}^{\infty }p_{k}=1} erfüllt ist.
Sundt bewies im Paper, dass nur die Binomialverteilung, die Poisson-Verteilung und die Negative Binomialverteilung in der Panjer-Klasse liegen. Sie haben die Parameter und Werte wie in der folgenden Tabelle beschrieben, wobei {\displaystyle W_{N}(x)} die wahrscheinlichkeitserzeugende Funktion bezeichnet.
| Verteilung        | {\displaystyle P[N=k]}                                                   | {\displaystyle a}                | {\displaystyle b}                     | {\displaystyle p_{0}}         | {\displaystyle W_{N}(x)}                               | {\displaystyle E[N]}                | {\displaystyle Var(N)}                  |
| ----------------- | ------------------------------------------------------------------------ | -------------------------------- | ------------------------------------- | ----------------------------- | ------------------------------------------------------ | ----------------------------------- | --------------------------------------- |
| Binomial          | {\displaystyle {\binom {n}{k}}p^{k}(1-p)^{n-k}}                          | {\displaystyle {\frac {p}{p-1}}} | {\displaystyle {\frac {p(n+1)}{1-p}}} | {\displaystyle (1-p)^{n}}     | {\displaystyle (px+(1-p))^{n}}                         | {\displaystyle np}                  | {\displaystyle np(1-p)}                 |
| Poisson           | {\displaystyle e^{-\lambda }{\frac {\lambda ^{k}}{k!}}}                  | {\displaystyle 0}                | {\displaystyle \lambda }              | {\displaystyle e^{-\lambda }} | {\displaystyle e^{\lambda (x-1)}}                      | {\displaystyle \lambda }            | {\displaystyle \lambda }                |
| Negative Binomial | {\displaystyle {\frac {\Gamma (r+k)}{k!\,\Gamma (r)}}\,p^{r}\,(1-p)^{k}} | {\displaystyle 1-p}              | {\displaystyle (1-p)(r-1)}            | {\displaystyle p^{r}}         | {\displaystyle \left({\frac {p}{1-x(1-p)}}\right)^{r}} | {\displaystyle {\frac {r(1-p)}{p}}} | {\displaystyle {\frac {r(1-p)}{p^{2}}}} |

### Einzelschadenverteilung
Wir nehmen an, dass {\displaystyle X_{i}} identisch verteilte unabhängige Zufallsvariablen sind, welche unabhängig von {\displaystyle N} sind. Weiterhin muss {\displaystyle X_{i}} auf einem Gitter {\displaystyle h\mathbb {N} _{0}} mit Gitterlänge {\displaystyle h>0} verteilt sein.
{\displaystyle f_{k}=P[X_{i}=hk].}

## Rekursion
Der Algorithmus verwendet eine Rekursion, um die Wahrscheinlichkeiten {\displaystyle g_{k}=P[S=hk]} zu berechnen.
Der Startwert ist: {\displaystyle g_{0}=W_{N}(f_{0})}
mit den Spezialfällen
{\displaystyle g_{0}=p_{0}\cdot \exp(f_{0}b){\text{ für }}a=0,}
und
{\displaystyle g_{0}={\frac {p_{0}}{(1-f_{0}a)^{1+b/a}}}{\text{ für }}a\neq 0.}
Die nachfolgenden Werte können folgendermaßen berechnet werden:
{\displaystyle g_{k}=P[S=hk]={\frac {1}{1-f_{0}a}}\sum _{j=1}^{k}\left(a+{\frac {b\cdot j}{k}}\right)\cdot f_{j}\cdot g_{k-j}.}

## Beispiel

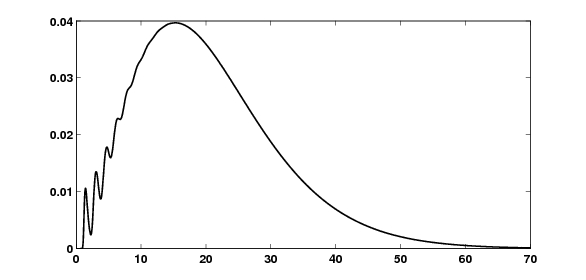
Abbildung 1

Abbildung 1 zeigt die approximierte Dichtefunktion von {\displaystyle \textstyle S\,=\,\sum _{i=1}^{N}X_{i}} wobei {\displaystyle \textstyle N\,\sim \,\operatorname {NegBin} (3{,}5;0{,}3)} und {\displaystyle \textstyle X\,\sim \,\operatorname {Frechet} (1{,}7;1)}.
Die Einzelschadenverteilung wurde mit einer Gitterbreite {\displaystyle h=0{,}04} diskretisiert (siehe auch Fréchet-Verteilung).